# Anna Nimiriano
Anna Nimiriano är en sydsudansk journalist och den enda kvinnliga chefredaktören i Sydsudan.

## Biografi

### Utbildning
Nimiriano tog kandidatexamen i humaniora från College of Community Studies och Rural Development samt University of Juba, och ett diplom i teologi från Institute of Theology for the Laity.

### Karriär
Nimiriano började arbeta för det nu nedlagda Khartoum Monitor, först som redaktionschef och därefter som chefredaktör. När Sydsudan bildades 2011 startade hon, med flera andra en ny tidning, Juba Monitor, där hon så småningom blev chefredaktör.
Efter att Juba Monitor censurerats och till och med fått slutat publicerats under 2016 började Nimiriano publicera tidningen igen, samt betalade borgen för sin tidigare chefredaktör Alfred Taban, som blivit fängslad efter att ha kritiserat presidenten i en artikel.

### Priser och utmärkelser
Nimiriano fick år 2019 ta emot WAN-IFRA Award. Samma år tog hon emot  Africa Award Laureate och år 2020 listades hon som den näst mest inflytelserika kvinnan i Afrika.